# Culiacán
Culiacán, oficialment Culiacán Rosales, és la ciutat més gran i capital de l'estat mexicà de Sinaloa, i cap de municipi i principal centre de població del municipi homònim Limita al nord amb els municipis de Badiraguato, al sud amb Cosalá i Mocorito, a l'oest amb Oceà Pacífic i Navolato i a l'est amb estat de Durango i Cosalá. És situada al nord-oest del país, a la vall en què els rius Tamazula i Humaya s'uneixen per formar el riu Culiacán. Es troba a mig camí dels altres dos centres urbans més importants de l'estat: Los Mochis al nord i les platges turístiques de Mazatlán al sud.
La ciutat va ser fundada el 1531 pel capità espanyol Nuño Beltrán de Guzmán amb el nom de San Miguel de Culiacán. Des d'aquesta ciutat van sortir les expedicions per explorar els territoris que avui dia comprenen el sud dels Estats Units. Culiacán va ser un petit poble fins a la construcció de les preses importants durant la dècada de 1950 la qual cosa va impulsar l'agricultura de l'àrea d'una manera sense precedents. Avui dia, els conglomerats agrícoles més grans de Mèxic operen en les vastes i fèrtils planes costaneres prop de la ciutat. L'agroindústria és l'economia principal de la regió; l'estat és conegut com el graner de Mèxic.

## Fills il·lustres
- José Limón, (1908-1972) compositor i folklorista musical.